# Enochrus obscurus
Enochrus obscurus är en skalbaggsart som först beskrevs av Sharp 1882.  Enochrus obscurus ingår i släktet Enochrus och familjen palpbaggar. Inga underarter finns listade i Catalogue of Life.